# Coen Vermeeren
Coen Vermeeren (Breda, 4 november 1962) is een Nederlandse schrijver en componist. Hij staat vooral bekend om zijn theorieën met betrekking tot ufo's en complottheorieën rondom de aanslagen van 9/11.

## Levensloop
Vermeeren groeide op in een middenstandsgezin en haalde goede prestaties op de Nassauscholengemeenschap in Breda.
Hij studeerde  luchtvaart- en ruimtevaarttechniek aan de TU Delft, haalde zijn ingenieurstitel in 1988 en promoveerde in 1995 op het gebied van vezelmetaallaminaten (GLARE). Twaalf jaar doceerde hij op zijn faculteit eerste- en tweedejaars studenten in de vakgebieden materialen, productietechnieken en constructies. Hij werd in 2003 Hoofd van de Studium Generale aldaar. In 2011 koos hij ervoor om zijn docentschap op te geven omdat het voor de buitenwereld niet goed duidelijk was vanuit welke functie hij bepaalde uitspraken – zoals zijn zienswijze over ufo’s – deed.  Hierna kon hij zich volledig met de Studium Generale bezig houden. In september 2017 moest hij de TU Delft verlaten. Sindsdien houdt hij zich bezig met het schrijven en vertalen van boeken. 

## Theorieën

### Ufo's
Sinds 2009 zoekt Vermeeren de publiciteit omtrent het onderwerp ufo's. Hij is ervan overtuigd dat het onderwerp zeer serieuze aandacht verdient, vooral vanwege het grote aantal betrouwbare getuigen en ondanks dat wetenschappelijk bewijs ontbreekt:
... er zijn de laatste 60 jaar duizenden ufo-meldingen gedaan van leken én getrainde waarnemers als piloten, astronauten en militair personeel. Er is video- en fotomateriaal, er zijn radarbeelden, er zijn talloze getuigenverklaringen: het is gewoon veel te veel om af te doen als onzin
In 2011 publiceerde De Telegraaf een paginagroot interview met Vermeeren met de titel 'Ufo's bestaan!'. Vermeeren deed daarin een oproep voor een meer open debat over het ufo-onderwerp. Naar aanleiding daarvan vielen voor- en tegenstanders over elkaar heen. Op de TU Delft was het astronoom Dap Hartmann die een kleine twee weken later Vermeeren bekritseerde in het universiteitsblad Delta. Steun kreeg Vermeeren van emeritus hoogleraar Klaas van Egmond, die in De Volkskrant op 18 februari 2012 een opiniestuk schreef met de titel: Vanwaar toch die eeuwenoude angst voor nieuw ideeën?, waarin hij de vergelijking maakt met de tijd waarin de kerk weigerde door de telescoop van Galilei te kijken, uit angst dat hij gelijk had. Van Egmond beaamt Vermeeren's constatering dat er "een indrukwekkende set aan waarnemingen [bestaat] die een wetenschappelijke verklaring behoeven, in plaats van irrationele ontkenning of ridiculisering."
In 2013 publiceerde Vermeeren het boek Ufo's bestaan gewoon: een wetenschappelijke visie, waarin hij beschrijft wat er vanuit zijn standpunt bekend is over ufo's en over diverse getuigenverklaringen. In dit verband verwijst hij ook naar het Disclosure Project van Steven M. Greer, dat dergelijke getuigenissen verzamelt.
Rob Nanninga van Stichting Skepsis stelt dat Ufo's bestaan gewoon vol staat met "onwaarschijnlijke en slecht gefundeerde beweringen". In 2014 wijdde het KRO-programma Brandpunt een uitzending aan Vermeeren en zijn boek over ufo's. In een bespreking van UFO’s: de 100 meest indrukwekkende ufo-dossiers constateert Wim van Utrecht, mede-oprichter van het Belgisch UFO-meldpunt, dat Vermeeren zich nog dieper in de irrationaliteit heeft ingegraven en niet eens grove fouten uit zijn eerste boek heeft rechtgezet.
Volgens Vermeeren bestaat er een complot om de informatie over ufo's en buitenaardsen bij het grote publiek weg te houden van onder meer overheden, banken en godsdiensten. Zij zouden er namelijk belang bij hebben dat de ufo-technologie (zoals antizwaartekracht en vrije energie) niet gedeeld wordt met de mensheid. Overheden zouden op hun beurt afhankelijk zijn van de grote industrieën. Hij ziet voor zichzelf een rol weggelegd om "de geesten te masseren"; hij wil mensen ertoe brengen dat ze hun dogma's herzien. Dit zegt hij onder andere tijdens een interview in De Morgen met Stef Selfslagh die een reeks van interviews houdt met de titel 'Dwarsliggers'. De krant wijdde begin 2016 meerdere pagina's aan het interview met de titel 'Deze ruimtevaartexpert wil dat de wetenschap ufo's ernstig neemt: "Ze bestaan gewoon"'.
Vermeeren beweerde in 2016 ongeveer vijftien keer ufo's te hebben waargenomen, onder meer in de vorm van felle lichtpunten die met hoge snelheid zigzagbewegingen maakten. Dit zegt Vermeeren in NRC, dat uitgebreid aandacht geeft aan Vermeeren met een interview door Thomas Rueb. Met de titel 'Ik zag lichten zigzaggen door de lucht, en wist: dit kan niet’, wordt een portret geschilderd van Vermeeren en zijn boodschap: 'Neem het ufo-onderwerp serieus'. Zijn voornaamste conclusies zijn dat ufo's bestaan; dat dat mogelijk voertuigen van buitenaardse oorsprong zijn en dat deze voertuigen bestuurd kunnen worden door buitenaardse wezens waar een kleine (militaire) groep van de mensheid al heel lang contact mee heeft. 
Vermeeren geeft in de periode 2010-2020 talloze interviews op radio en tv met steeds diezelfde boodschap. Onder ander voor radio bij Dit is De Dag' (EO) en Labyrint (VPRO),  en voor televisie bij onder andere Omroep Max, en Omroep Friesland. Zijn ufo-boodschap wekte ook de interesse van het bekende KRO-NCRV-programma De Reünie'. In december 2017 was Vermeeren de hoofdgast met zijn 5-vwo-klas (Nassau Scholengemeenschap, Breda, reünie Rome-reis 1980).

### 9/11
In 2006 organiseerde Vermeeren voor Studium Generale Delft de 'Zomeropdracht 9/11'. Twee groepen van 7 studenten onderzochten twee weken lang de technische aspecten van 9/11. Het onderzoek trok de aandacht van NRC's Elsbeth Etty, die de TU verweet: "Het zijn immers altijd de joden die schuldig zijn aan het kwaad in de wereld en aan wie het kwaad vergolden zal worden, desnoods met de jammerlijke pseudo-wetenschappelijke stunt van de TU Delft als bijkomend argument." Thomas von der Dunk, viel haar daarover bij en noemde de TU Delft "een doorgedraaide ingenieursfabriek". Vermeeren en enkele studenten van de Zomeropdracht figureren in de Zembla-aflevering ''Het complot van 11 september".
In 2015 nodigde Vermeeren Richard Gage, voorzitter van de Amerikaanse organisatie Architects & Engineers for 9/11 Truth, uit voor een lezing, wat commotie veroorzaakte. De lezing werd bijgewoond door 1000 mensen (waaronder 700 studenten) in de zaal en 2300 online. De lezing van Gage stond jarenlang online bij de TU Delft en werd de best bekeken lezing ooit, totdat de TU Delft hem in 2021 verwijderde.
Over de aanslagen van 9/11 publiceerde Vermeeren in 2016 het boek 9/11 is gewoon een complot. In 2020 bracht Vermeeren een bijgewerkte versie uit: 9/11 Complex. Hij stelt dat de Twin Towers niet ingestort, maar mogelijk opgeblazen zijn. Er is sprake van een "goed voorbereid complot".
Zijn boek 9/11 is gewoon een complot werd kritisch besproken in het universiteitsblad Delta en op de website Kloptdatwel.nl. En op die laatste website werd ook de bijgewerkte versie besproken.

## Muziek
Vermeeren zong als jongensalt in het Sacramentskoor Breda onder dirigent Walther Cantrijn. Daar kwam hij in aanraking met koormuziek van de renaissance tot de twintigste eeuw. Van 1989 tot 2001 was hij (mede-)dirigent van de Choralen van de Grote of O.L.V.-Kerk in Breda, een jongenskoor dat voortkwam uit het Sacramentskoor. In 1995 richtte hij het ensemble ‘i buoni antichi’ op. Dit ensemble is actief in verschillende samenstellingen, onder meer in een serie Bach-cantatediensten in de Bredase Sint-Anthoniuskerk en later ook in de Sacramentskerk.
Op 26-jarige leeftijd begon Vermeeren met het schrijven van muziek. Bij Daan Manneke, componist en docent compositie aan het Conservatorium van Amsterdam, ontwikkelde hij zich later op het gebied van compositietechnieken en instrumentatie. Manneke spoorde hem aan inspiratie voor de muziek te zoeken in andere kunstvormen en in filosofie. Muziek van Vermeeren werd vastgelegd op twee CD's: Mysterium (2002) gezongen door The Gentlemen of Saint John's (Cambridge) en Miserere (2005) door zangers van onder meer Saint John's College Choir en King's College Choir Cambridge.
Veel van Vermeerens werken zijn voor koor geschreven. Hij laat zich daarbij inspireren door gregoriaans, renaissancepolyfonie en de zogenaamde ‘neo-spirituele muziek’ van componisten als bijvoorbeeld Arvo Pärt. Pärt onmoette hij een week lang persoonlijk in Bologna (Italië) in 1990. Hij schrijft tijdloze spirituele muziek.

## Werken

### Composities
Missen
- Missa O magnum mysterium (1990, SATB div)
- Missa Puer natus (1994, SATB div)

Motetten a capella
- O magnum mysterium (1989, SATB)
- Timor et tremor (1989, SATBB)
- Ave Maria (1992, SATB + S solo)
- Puer natus (1990, SSAATTBB)
- Tenebrae factue sunt (1992, SATBB)
- Dormite iam (1996, SATBB)
- In monte Oliveti (1995, SATBB)
- Nigra sum (2000, AATTBB)
- Clamaverunt iusti (2000, 2 koren SATB)
- Gloria - Missa quinque super l' Homme armé (2004, SATB,SATB)
- Lamentationes (2005, ATTB of SATB)

Motetten begeleid
- Jubilate Deo (1991, SATB div, orgel)
- Exsultabimus en laetabimur (1998, SATB, orgel)
- Miserere Mei (1999, SATB, strijkorkest)
- De Beata Virgine (1999, SATB, piano en cello)
- Custodes hominum psallimus (2002, SATB, koperblazers en orgel)

Introïtus voor Advent en Kerstmis (1998-2002)
- Ad te levavi animan meam
- Populus Sion
- Gaudete in Domino
- Rorate Caeli
- Hodie scietis
- Dominus dixit ad me
- Lux fulgebit
- Puer natus est nobis
- Deus in loco sancto suo
- Salve sancta parens
- Dum medium silentium
- Ecce advenit dominator Dominus
- Dilexisti iustitiam
- Ex ore infantium

Overige werken
- Diverse psalmzettingen met antifonen (orgel, koor en volkszang)
- Magnificat en Nunc Dimittis (1991, SSATB, orgel)
- Apocalypsis Iohannis (1994, 3 koren SATB, koperblazers en orgel)
- Preces and Responses (1996, SATB, cantor)
- Vesper in de Advent (1997, SATB, orgel, instrumentaal kwartet ad libitum)
- Mysterium nativitatis Domini (2002, SSAATTBB a capella)
- Binnenweg (2000, mezzosopraan en piano)
- Rouwdienst (2002, twee stemmen en orgel)
- The Little Boy Lost (2005, SATB + S solo)
- The Little Boy Found (2005, SATB)

Orgel
- Kristal I (1995)

Strijkorkest
- Tenebrae factae sunt (1994)
- In monte Oliveti (1996)
- Dormite iam (1997)

cd’s
- 2002 - Mysterium
- 2005 - Miserere